# Aperittochelifer beieri
Espèce
Aperittochelifer beieri est une espèce de pseudoscorpions de la famille des Cheliferidae.

## Distribution
Cette espèce est endémique de la province du Nord-Ouest en Afrique du Sud. Elle se rencontre vers Colga. Elle a été découverte dans le terrier d'une Mangouste jaune (Cynictis penicillata).

## Description
La femelle holotype mesure 3,89 mm.

## Étymologie
Cette espèce est nommée en l'honneur de Max Beier.

## Publication originale
- Jędryczkowski, 1992 : The genus Aperittochelifer Beier, 1955, with a description of a new species from South Africa (Arachnida: Pseudoscorpiones). Annalen des Naturhistorischen Museums in Wien, Serie B Botanik und Zoologie, vol. 93, p. 181-184 (texte intégral).